# 凯利·琼斯
凯利·琼斯（英語：Kelly Jones，1964年3月31日—），美国男子网球运动员，1986年成为职业球手。他曾代表美国参加1984年夏季奥林匹克运动会网球比赛。他于1998年退役，退役后成为教练。